# Лисогірський район
Лисогі́рський (Благода́тнівський) райо́н — адміністративно-територіальна одиниця, що існувала на південному сході Першомайської округи у 1923–1930 роках та північному заході Миколаївської області Української РСР у 1935–1959 роках. Центр району — село Лиса Гора.

## Історія
Благодатнівський район створений 7 березня 1923 року в складі Одеської губернії УСРР.
3 лютого 1926 року Благодатнівський район Першомайської округи перейменовано на Лисогірський.
13 червня 1930 року ліквідовано Першомайську округу, Блатодатнівський приєднано до Одеської округи.
22 вересня 1930 р. перенесено центр Благодатнівського району з села Благодатного до села Гарбузівки — перейменовано Благодатнівський район на Гарбузівський.
У січні-лютому 1935 р. відновлено Благодатнівський район.
Указом Президії Верховної ради Української РСР від 5 грудня 1944 року центр Благодатнівського району Миколаївської області був перенесений до села Лиса Гора, а район перейменовано у Лисогірський.
Указом Президії Верховної Ради Української РСР від 21 січня 1959 року Лисогірський район було ліквідовано з передачею сільських рад до Арбузинського та Первомайського районів Миколаївської області.

## Голови райвиконкому
- Дроздов П.Д. (1944)